# Martin Hannibal
Martin Hannibal, även Martinus Hanniball född 1640 i övre Ungern, död 1720 i Clausthal, Tyskland, var en ungersk-tysk-svensk konstnär.
Som protestant tvingades Hannibal i unga år fly till Tyskland där han arbetade och samtidigt studerade konst vid några olika tyska hov. Han avslutade sin utbildning i Italien där han målmedvetet samlade på sig en instruktiv tecknings- och gravyrsamling. Han inkallades till Sverige 1675 och antogs som Ehrenstrahls ateljémedarbetare. Samtidigt arbetade han för riksrådet Erik Lindschöld och andra svenska stormän. Ehrenstrahl kom underfund med att Hannibal var en duktig konstpedagog och då han själv ville slippa att undervisa elever föreslog han 1678 kommerskollegium att inrätta en Academie med Hannibal som lärare. Undervisningen började med att eleverna fick kopiera bilder från Hannibals italienska samling samt teckna efter levande manlig modell. Dessutom fick de hjälpa till med målning av tavlor i Hannibal och Ehrenstrahls ateljé. Han var en så god tecknare att Ehrenstrahl föreslog Eric Dahlberg att Hannibal skulle ersätta Swidde som tecknare till Karl X Gustafs historia och Sueciaverket. Det hela brast på att Hannibal inte ville flytta till Jönköping. Han var den första konstnär i Sverige som drev en offentlig målarskola och många av Ehrenstrahls bästa lärjungar fick sina grundläggande kunskaper av Hannibal. Han utkämpade många duster med  målarämbetet och samarbetade livligt med Ehrenstrahl ända till 1695 då hans syn och arbetsförmåga började avta. Han bodde kvar på Vindstugatan i Stockholm fram till 1716 då han flyttade till sin son i Braunschweig. Hans konst består av porträtt och bataljmåleri.